# Luiz Escañuela
Luiz Escañuela (São Caetano do Sul, 1993) é um artista brasileiro que tem como diretriz principal o primor minucioso da técnica hiper-realista à óleo unido às experimentações teóricas sobre a representação anatômica, inserindo-a em novos contextos e lugares. O artista utiliza o hiper-realismo como um instrumento que converge com a iconografia brasileira para o desenvolvimento de novas narrativas plásticas e conceituais.

## Biografia e Carreira
Luiz Escañuela nasceu em São Caetano do Sul e passou sua infância e adolescência no bairro da Vila Prudente, Zona Leste de São Paulo. 
Desde os 6 anos de idade treina desenhos de observação, técnicas de pintura e dinâmica das cores. Em 2009 formou-se no curso técnico de comunicação visual e em 2014 formou-se em design gráfico pelo Centro Universitário Belas Artes de São Paulo.
Em 2015, já trabalhando como designer, Escañuela concebeu seus primeiros trabalhos autorais como artista e ganhou uma bolsa para estudar artes visuais, também no Centro Universitário Belas Artes de São Paulo, onde participou de sua primeira exposição coletiva. Em 2017 ganhou grande projeção nacional e internacional, o que o levou a mostrar seu trabalho em exposições, matérias e workshops no Brasil, Estados Unidos e Alemanha. Sua primeira individual foi em 2019, onde reuniu as obras desenvolvidas desde o início de carreira na exposição "DISRUPTO", na Galeria Luis Maluf, apresentando seus retratos e experimentações no hiper-realismo.
Em seus estudos Escañuela entra a fundo nas teorias da arte contemporânea, desenvolvendo uma linha de pesquisa onde passa a usar a representação a favor de narrativas conceituais. Ao trabalhar a artesania da técnica junto às temáticas de denúncia, seu trabalho converge em possibilidades de fascínio e reflexão que a pintura figurativa ainda desperta nas pessoas, sejam elas entusiastas ou leigas em arte.
Tensionando os limites entre o micro e o macro e as características dialéticas entre o corpo e seu ambiente, sua obra propõe a concepção do ser humano como espécie e ser social, buscando as propriedades da pele e do corpo em justaposição à temáticas históricas, iconográficas e cartográficas brasileiras. Para Escañuela o artista precisa estar atento às questões do seu tempo ao investigar a produção de tempos anteriores, analisando as possibilidades de se propor o novo e o disruptivo.
Nas palavras do crítico de arte Thiago Fernandes: “…a experiência diante dos trabalhos de Escañuela não se encerra na identificação das imagens apresentadas ou na constatação de sua exímia qualidade técnica. As telas do artista propõem percursos labirínticos pela sua superfície que há tanto a mostrar e, nesse trajeto pela imagem, o espectador cria seu próprio mundo sensível, percorre o objeto artístico com o olhar, exercendo sua capacidade interpretativa, criando associações, dissociações, em uma experiência singular de empatia. Ademais, a pintura de Escañuela parece ativar outro sentido além da visão: o tato. A linha, em seus trabalhos, evoca a tradição da composição renascentista conferindo solidez e qualidade tátil às formas. Esse atributo tátil é levado ao extremo com a técnica hiper-realista que é capaz de confundir os sentidos, fazendo-nos sentir a textura, a temperatura e o toque, apenas com o olhar.”

## Exposições e Workshops
COLETIVAS
2020
- DRIVETHRU.ART, Espaço Arca[8]

2019
- COLETIVA, Luis Maluf Art Gallery
- SP-ARTE 2019, Pavilhão da Bienal

2018
- COMPARTIARTE 2018, Centro Brasileiro Britânico
- SP-ARTE 2018, Pavilhão da Bienal
- MENU DEGUSTAÇÃO, Luis Maluf Art Gallery
- ART PALM BEACH FAIR, Palm Beach County Convention Center, Flórida

2017
- COMPARTIARTE 2017, Centro Brasileiro Britânico
- SP-ARTE 2017, Pavilhão da Bienal

2016
- SP-ARTE 2016, Pavilhão da Bienal

2015
- Exibição Rotas, Museu Belas Artes de São Paulo[4]

INDIVIDUAIS
2019
- Exposição Individual DISRUPTO, Luis Maluf Art Gallery[9]

WORKSHOPS
2019
- Skin Painting and Hyper-realistic Techniques, Benjamin-Eck Projects - Munique, Alemanha.

## Ligações Externas
Site Oficial: https://luizescanuela.com/pt/

Instagram: https://www.instagram.com/luizescanuela/